# Salvado por la campana: Boda en Las Vegas
Saved by the Bell: Wedding in Las Vegas (Salvados por la Campana: Boda en Las Vegas en España y Latinoamérica) es una película estadounidense de 1994 estrenada directamente para la televisión basada en la exitosa serie de finales de los años 80 y principios de los 90, Salvados por la Campana. El filme fue producido por la compañía televisiva NBC y dirigido por Don Barnhart y Jeffrey Melman.
Reúne a los seis miembros originales y protagonistas de la serie, así como actores adicionales de la misma y de la serie “College years”. La película trata de la boda de Zack Morris y Kelly Kapowski (interpretados por Mark-Paul Gosselaar y Tiffani Amber Thiessen) y las aventuras del grupo en torno a ello, convirtiéndose en una clase de final de dicha serie tras ser el último proyecto que había reunido a todos los miembros del elenco.

## Argumento
Después de una mañana de jugar al paintball, y en vísperas de la boda de Kelly y Zack que están comprometidos Zack, Slater y Screech pasan un rato fuera del instituto de Bayside recordando los grandes momentos que pasaron juntos en el lugar donde se conocieron e hicieron amigos.
Zack vuelve a casa con sus padres y después de la cena, su padre discute con él, porque está totalmente en contra de que se case con 19 años y no lo apoyará en su boda. Pese a la oposición de su padre, su madre habla con él y tampoco logra convencerle. Zack decide organizar la boda con 1200 dólares que tiene ahorrados y su madre le da dos reservas para un hotel en Las Vegas (donde Zack y Kelly tienen decidida su boda).
A la mañana siguiente Zack, Slater, Screech, Kelly y Lisa, se preparan para salir a las Vegas en vehículos separados. Los hombres hacen una apuesta con las mujeres para ver quien llegar antes y viajan por separado. En el camino Zack, Slater y Screech son detenidos por un policía que los arresta y los mete a la cárcel como sospechosos de un robo de camioneta, mientras que a Kelly y Lisa se les estropea el coche, después de quemarse el radiador. 
El oficial libera a Zack, Slater y Screech, tras confirmarse que el robo de la camioneta ha ocurrido en San Diego donde están detenidos los ladrones, pero después de que Screech menciona que Zack tiene 1200 dólares, el policía los extorsiona para que le den ese dinero para dejarlos libres y Zack se los da. Por otro lado Kelly y Lisa se encuentran con un hombre andando por la carretera llamado Kurt Martin que les ayuda a reparar su vehículo, y pide a cambio que lo lleven a las Vegas, adonde también va de camino.
Kelly y Lisa llegan primero a Las Vegas y contemplan el costoso diamante de "Considine" de 4 millones de dólares que se exhibe en el vestíbulo de hotel. Zack, Slater y Screech llegan y después de reunirse deciden no revelarle a Kelly lo que les pasó en el camino para que no se preocupe. Esa misma noche Slater ve a una hermosa chica en el vestíbulo del hotel y después Lisa descubre que Kurt también trabaja en el mismo lugar y empieza a relacionarse más y a entablar amistad con él.
Kelly comienza a preparar los detalles para la boda y Zack, Slater y Screech deciden trabajar a espaldas de ella para tratar de volver a reunir el dinero, lo que causa que Zack no esté con Kelly en la organización y Lisa empiece a sospechar que le está ocultando algo. Zack, Slater y Screech trabajan en un campo de golf, ahí Slater se vuelve a encontrar y conoce a la chica bonita del hotel que también trabaja de cajera, cuyo nombre es Carla y le pide salir con él. Después de causar un desastre en el campo de golf son despedidos sin haber logrado ninguna paga. 
Los chicos regresan al hotel y durante una mañana en la alberca, Slater se vuelve a encontrar con Carla que acepta salir con él mientras que en el restaurante Zack y Screech hablan de los problemas del dinero y un empresario llamado Bert Banner, que los escucha, les ofrece trabajo para citas con mujeres solteras. Al principio no les interesa pero tras saber que la paga es de 200 dólares por cita, aceptan sin pensarlo.
A la mañana siguiente Zack y Screech se preparan para sus citas en la oficina de Banner y les asigna a ambos las mujeres que acompañaran y los lugares donde las verán: Screech saldrá con una mujer llamada Diana que pasará por él en su limosina rosa y Zack saldrá con una chica rusa llamada Katrina que lo esperará en la noche para una velada en “Lo Mejor de las Vegas” uno de los mejores restaurantes de la ciudad. 
Después de lo anterior, Zack va con Kelly que se encuentra viendo los preparativos de la boda en la agencia de eventos. Kelly le dice a Zack que ha hecho reservas esa noche para una cena romántica pero para mala suerte suya, la cena será en el mismo lugar y a la misma hora donde tiene programada la cita de Banner. Zack intenta convencer a Kelly de cambiar la hora y ella sospecha que algo le está ocultando algo y después de no lograrlo, termina accediendo.
Esa noche Screech es recogido por Diana, una mujer que está vuelta loca por su cita con él, que lo lleva a un exclusivo lugar para bailar el tango. Zack y Kelly llegan al restaurante y él se ve forzado a acudir a su cita con Katrina, después de ir con esa mujer, Kelly descubre lo que está haciendo y cree que le es infiel. Zack intenta explicarle a Kelly toda la verdad pero ella se niega a escucharlo y vuelve al hotel. Mientras tanto en el mismo restaurante, Slater y Carla se encuentran en su cita y ambos son interrumpidos por Freddy Silver (un exnovio de Carla que un mafioso). Slater golpea y derriba a Silver pero en ese momento llegan dos de matones que son sus guardaespaldas y ambos salen de ahí corriendo por insistencia de Carla.
En el hotel Zack trata insistentemente de hablar con Kelly y ella que se encuentra dentro de su habitación, se niega a dejarlo entrar. Después de no querer escucharlo, él intenta entrar en su habitación cruzando a través de los balcones de ambos cuartos, en ese momento Slater y Carla que han sido perseguidos hasta el hotel por los matones de Freddy, quieren hacer lo mismo para esconderse en la habitación de Lisa y Kelly. Cuando llegan sorprenden a Zack que resbala y está a punto de caer pero por fortuna Slater lo salva y ayuda a Carla a entrar a la habitación.
En la habitación de las chicas, Zack finalmente le explica todo a Kelly, ella le cree y se reconcilian. Carla les cuenta que su exnovio Freddy Silver está en Las Vegas porque planea robar el diamante de Considine y ha estado siguiéndola sin descanso para matarla porque ha descubierto sus planes, tras darse cuenta del peligro que corren Zack, Kelly y Lisa deciden sacar a Carla y Slater del hotel desapercibidamente. 
Lisa tiene una idea y llama a Kurt, con la ayuda de él, intentan sacar del hotel a Carla y Slater sentados y escondidos en un carro portaequipaje pasando cerca de los matones que aún están ahí buscándolos. Cuando llegan a la entrada principal y están a punto de lograrlo, Screech llega de su cita y termina tropezando con el carro exponiendo a Carla y Slater frente a los matones.
Tras ser descubiertos Zack, Screech, Slater y Carla huyen en la camioneta de Slater, mientras que los matones roban un taxi y los persiguen, y Lisa, Kelly y Kurt van en el automóvil de Lisa tras ellos.  
Durante la persecución, Zack, Screech, Slater y Carla abandonan la camioneta al quedar atrapados en un tráfico y escapan escondiéndose en un museo de cera haciendo pasar figuras de cera pero al salir a la calle, los cuatro son vistos de nuevo por los matones de Freddy que los persiguen en un casino y después hasta un teatro donde van a parar a un espectáculo de bailarinas de Las Vegas, los cuatro se disfrazan de bailarinas y salen al escenario durante el espectáculo. Desde el público son vistos por Lisa, Kelly y Kurt y los matones, a pesar todo finalmente terminan siendo capturados.
Freddy y sus guardaespaldas toman como rehenes a Carla, Slater y a todo el resto del grupo por ayudarlos y conocer el robo que planean cometer. Kurt les revela que es hijo del dueño del hotel donde se encuentra el diamante y le ofrece entregárselo a cambio de que los liberé a todos, Freddy acepta pero se niega a liberarlos hasta que obtenga el diamante y se los lleva a todos hasta la caja fuerte. Kurt abre la caja de la bóveda y por fin obtiene el diamante. Mientras Freddy y uno de sus cómplices entran, Zack, Slater y Screech hacen su rutina de "Los Tres Chiflados" y engañan a un guardaespaldas que los vigila, lo empujan a la bóveda y el grupo encierra a Freddy y sus dos matones.
Después de llamar a la policía y resolverlo todo, el grupo va inmediatamente a la capilla de bodas más cercana para que Kelly y Zack se casen y entran en la capilla de “Silver Bells” cuyo dueño es también Bert Banner. Justo cuando están a punto de casarse, los padres de Zack, Derek y Melanie Morris interrumpen todo, estos les cuentan que Slater los había llamado antes y los convenció de que respetaran a Zack y Kelly por lo que estaban haciendo, por lo que han cambiado de opinión, están de acuerdo con su matrimonio y quieren darles Zack y Kelly una boda de primera clase y que sólo los esperen un par de días.
Pocos días después, finalmente se celebra su boda en un parque cerca del Hotel, donde Lisa, Screech y Slater son los padrinos de honor y Jessie llega con la ceremonia empezada para unirse al grupo, completando a la pandilla de Bayside. Durante la celebración se muestran flashbacks de todos los momentos románticos de Zack y Kelly en las series de “Salvados por la Campana” y “Los años de Universidad”, después son declarados marido y mujer.
Después de la ceremonia, Zack y Kelly son felicitados en la recepción por sus invitados entre los que encuentran Alex Tabor y Mike Rogers (de la serie Los años en la Universidad) y el director Richard Belding (de la serie Salvados por la Campana). Slater brinda con todos los presentes, incluidos Kurt y Carla.
Esa noche de vuelta al hotel, Zack y Kelly se preparan para salir en una limosina de luna de miel y se despiden de ellos, Screech llorando así como Slater, Carla, Lisa y Kurt (ahora parejas). Antes de irse Kelly lanza el ramo y para sorpresa de todos, lo coge Screech que se pregunta por qué tiene que ser el único sin pareja y de repente vuelve a aparecer Diana y lo persigue.
Zack y Kelly se van de luna de miel y la película termina mostrando en una pantalla del hotel un mensaje felicitándolos por su boda.

## Reparto
| Actor                     | Personaje      |
| ------------------------- | -------------- |
| Mark-Paul Gosselaar       | Zack Morris    |
| Tiffani Amber Thiessen    | Kelly Kapowski |
| Mario Lopez               | A.C. Slater    |
| Dustin Diamond            | Screech Powers |
| Lark Voorhies             | Lisa Turtle    |
| Spencher Rochfort         | Kurt           |
| Liz Vassey                | Carla          |
| John Sanderford           | Derek Morris   |
| Melody Rogers             | Melanie Morris |
| Gilbert Gottfried         | Bert Banner    |
| Elizabeth Berkley (cameo) | Jessie Spano   |
| Kiersten Warren (cameo)   | Alex Tabor     |
| Bob Golic (cameo)         | Mike Rogers    |
| Dennis Haskins (cameo)    | Sr. Belding    |